# Sonic the Hedgehog (Fernsehserie)
Sonic the Hedgehog (auch Sonic SatAM) ist eine US-amerikanische Zeichentrick-Fernsehserie aus den Jahren 1993 bis 1994, die im Universum der Spieleserie Sonic the Hedgehog spielt und 26 Episoden in zwei Staffeln umfasst. Um Verwechslungen vorzubeugen, wird die Serie auch Sonic SatAM (von „Saturday ante meridiem“ oder auch „Saturday at morning“) genannt, da sie in den USA jeden Samstagmorgen ausgestrahlt wurde. Die Serie wurde in Deutschland im Jahre 1996 auf Kabel 1 gezeigt. Im Jahr 2012 wurde sie auf dem Bezahlfernsehsender KidsCo komplett neu synchronisiert ausgestrahlt.
Die Serie behandelt im Vergleich zum damals in den USA parallel laufenden Sonic der irre Igel eine deutlich düstere und ernstere Handlung, bei der Sonic the Hedgehog und die Freedom Fighters, darunter Miles Tails Prower oder Sally Acorn, den Widerstand gegen den bösen Dr. Robotnik bilden, welcher die Welt nahezu erobert hat. Eine ursprünglich geplante dritte Staffel wurde nicht realisiert, weswegen die Serie nach 26 Episoden mit einem Cliffhanger endet.
Es ist die zweite Sonic-TV-Serie nach Sonic der irre Igel (1993–1996), gefolgt von Sonic Underground (1999), Sonic X (2003–2005), Sonic Boom (2014–2017) und Sonic Prime (2022–2024).

## Handlung
Im Jahre 3224 endet auf dem Planeten Mobius der Große Krieg. König Acorn von Mobotropolis ernennt daraufhin den bisherigen Kriegsminister Dr. Robotnik zum Wissenschaftsminister. Dieser und sein Neffe Snively, den er immerzu abwertend und respektlos behandelt, verfolgen jedoch andere Pläne. Dr. Robotnik nutzt seine Armee aus Robotern, um einen Staatsstreich durchzuführen. Nach dessen Gelingen benennt er Mobotropolis in Robotropolis um, lässt so viele Einwohner wie möglich einfangen und verwandelt sie durch seinen Robotisierer in willenlose Robotersklaven. Dr. Robotnik verbannt den König in eine andere Dimension namens „The Void“. Diejenigen, die dem bösartigen Dr. Robotnik entkommen können, bilden vereinzelte Freiheitskämpfergruppen und führen von nun an einen Guerillakrieg gegen den Tyrannen, darunter auch die Freedom Fighters, bestehend aus Sonic the Hedgehog, Miles Tails Prower, Prinzessin Sally Acorn, Antoine Depardieu, Rotor und Bunnie Rabbot. In den folgenden Jahren gelingt es ihnen immer wieder, kleine Siege gegen Dr. Robotnik zu erringen.
Eines Tages entdecken sie in der Wüste „The Great Unknown“ einen Eingang in das Void, der von Dr. Robotniks ehemaligen Mitstreiter, dem Magier Ixis Naugus erzeugt wurde, welcher das Void entdeckt hatte. Dort finden die Freiheitskämpfer auch den verschollenen König Acorn wieder und ihnen gelingt es, durch eine Zeitreise an die Baupläne des Robotisierers zu gelangen. Diese nutzen sie, um einen Entrobotisierer zu entwickeln, welcher jedoch nicht dauerhaft funktioniert. Sie können aber herausfinden, dass alle robotisierten Mobianer zu jeder Zeit bei vollem Bewusstsein sind, ohne Kontrolle über ihren Körper zu haben. Diese Erkenntnis nutzen sie, um den Geist von Sonics Onkel Chuck innerhalb seines robotisierten Körpers zu befreien. Onkel Chuck dient nun als Spion der Freiheitskämpfer in Dr. Robotniks Hauptstadt Robotropolis und durch seine Hilfe können sie herausfinden, dass Dr. Robotnik an einer alles zerstörenden Maschine namens Doomsday Project arbeitet, mit der sich erhofft, den endgültigen Sieg erringen zu können.
Doch Dr. Robotnik wird auch dieses Mal empfindlich von Sonic und Sally getroffen, als sie in einer groß angelegten Operation mit den „Deep Power Stones“ die Doomsday-Maschine und die Basis von Dr. Robotnik zerstören. Während diese in die Luft fliegt, flüchtet sich Dr. Robotnik in eine Rettungskapsel und hält seinen Neffen Snively davon ab, mit ihm mitzukommen. Während Snively stattdessen eine Rettungskapsel in den Erdboden nutzt, um der gewaltigen Explosion zu entgehen, verliert Dr. Robotnik beim Fluchtversuch laut fluchend sein Leben. Daraufhin feiern die Freiheitskämpfer ihren Sieg über Dr. Robotnik und es kommt zum Kuss zwischen Sonic und Sally. In einer letzten Szene kommt Snively aus seiner Rettungskapsel aus dem Schutt von Dr. Robotniks Basis hervor und verkündet, dass er jetzt an seiner statt die Weltherrschaft anstrebt, da ihm endlich Dr. Robotnik aus dem Weg geräumt wurde und dass er nicht alleine sei, woraufhin das finstere Augenpaar von Ixis Naugus erscheint.

### Handlungsorte
- Robotropolis: Dies ist die Hauptstadt eines Königreichs auf Planet Mobius. Nach Dr. Robotniks Staatsstreich wurde die einst idyllische, grüne Stadt Mobotropolis in Robotropolis umbenannt, ein graues, schmutziges Paradies für Roboter.
- Astloch-Dorf: Das versteckte Hauptquartier der Freedom Fighters. Es handelt sich um ein im Great Forest versteckten Dorf. Dr. Robotnik und Snively versuchen seit jeher vergeblich, diesen Ort ausfindig zu machen.
- The Void: The Void befindet sich in einer anderen Dimension, die von Naugus entdeckt wurde. Es diente als Gefängnis für ihn und den gestürzten König Acorn, als Dr. Robotnik diese dorthin verbannte.
- Das Große Unbekannte: Das große unbekannte Gebiet ist eine wüstenartige Landschaft, in der die Freiheitskämpfergruppe Wolf Pack lebt.
- Nieder-Mobius: Dies ist eine Stadt in einer Höhle unter Robotropolis, in der einige Überlebende des Staatsstreichs leben.
- Kristallmine: In dieser Mine wird von Robotnik nach Kristallen gesucht, die er als Energiequelle für seine Maschinen benutzen möchte.

## Figuren
- Sonic the Hedgehog

Sonic ist einer der zwei Anführer der Freedom Fighters im Kampf gegen Dr. Robotnik. Er kann mit Schallgeschwindigkeit rennen, ist leicht überheblich, ist schnell ungeduldig und hat einen starken Gerechtigkeitssinn. In dieser Serie agiert Sonic vergleichsweise erwachsen, da er mutig und kühn, aber auch mit Bedacht die Sachen umgeht. Für seine Freundin ist er immer da, zudem hegt er Gefühle für Sally Acorn.
- Miles Tails Prower

Der zweischwänzige Fuchs ist der beste Freund von Sonic und gehört ebenfalls zu den Freedom Fighters. Seine zwei Fuchsschwänze kann er zum Fliegen oder zum schnelleren Rennen nutzen, um so mit Sonic mitzuhalten. Er ist noch sehr jung, teils noch etwas ängstlich und bleibt daher fast immer im Geheimversteck der Freedom Fighters. Auch an Einsätzen oder Operationen nimmt Tails seltener teil, hilft aber dennoch, wo er kann.
- Dr. Robotnik

Als ehemaliger Kriegsminister und Wissenschaftsminister im Dienste des Königs Acorn nutzt Dr. Robotnik seine Roboterarmee für einen Staatsstreich aus, um den König zu entmachten, hat bereits große Teile des Planeten Mobius erobert und wird nur noch von den Freedom Fighters von seinem Endziel abgehalten. Dementsprechend arrogant und selbstsicher tritt der stark übergewichtige Tyrann auf, der seinen Neffen Snively in seine Dienste einspannt, ihn jedoch stets schlecht behandelt. Dabei fallen ihm immer wieder neue teuflische Methoden ein, die er skrupellos ausführt. Einen kleinen Vogel-Roboter namens Cluck hält er wie sein Haustier und einzig in dieser Serie trägt er den Vornamen Julian, heißt hier also mit vollem Namen Dr. Julian Robotnik.
- Prinzessin Sally Acorn

Sally Acorn ist ein Eichhörnchen und neben Sonic die Anführerin der Freedom Fighters im Kampf gegen Dr. Robotnik. Sie ist die Tochter der verbannten Königs Acorn und organisiert und plant die meisten Einsätze der Truppe. Auch ist sie ein Stammcharakter in Sonic-Comics des Archie-Verlags, hat eine kleine Rolle in den Sonic-Comics des Fleetway-Verlags und einen Kurzauftritt in der finalen Episode von Sonic der irre Igel. Ihr voller Name lautet Prinzessin Sally Alicia Acorn. Sie hat einen kleinen Cameo-Auftritt in einer Bonus-Stage in Sonic the Hedgehog Spinball (1993).
- Antoine Depardieu

Dieser alberne Kojote ist eine königliche Wache in der Ausbildung, der mit einem französischen Akzent spricht und gehört ebenfalls zu den Freedom Fighters. Dabei versteht er es als seine Aufgabe, Prinzessin Sally zu schützen, dabei behindert er jedoch oftmals aufgrund seiner Feigheit und seinem Ungeschick die Aktionen der Freedom Fighters. Seine starken Gefühle für Sally sind ein offenes Geheimnis, weil er sie nicht verbergen kann und sieht Sonic als Rivale um Sallys Gunst. In anderen Medien trug er vorübergehend auch den Namen D´Coolete.
- Rotor

Ein Walross, welches als vorsichtiger und verlässlicher Ruhepol für die Freedom Fighters agiert und immer Werkzeug bei sich trägt. Er kann Dinge reparieren oder nützliche Sachen erfinden, fürchtet jedoch Robotropolis und bleibt im Gegensatz zu Sonic meist hinter der Action. In anderen Medien trug er vorübergehend auch den Namen Boomer. Er hat einen kleinen Cameo-Auftritt in einer Bonus-Stage in Sonic the Hedgehog Spinball (1993).
- Bunnie Rabbot

Bunnie Rabbot ist ein Cyborg-Hasenmädchen, welches von Dr. Robotnik schon zur Hälfte robotisiert wurde, bevor sie gerettet werden konnte und gehört seitdem den Freedom Fighters an. Dadurch sind ihr linker Arm und ihre Beine mechanisch, wodurch sie sehr schwere Objekte heben oder Türen aufschlagen kann. Trotzdem möchte sie wieder normal sein. Sie hat einen kleinen Cameo-Auftritt in einer Bonus-Stage in Sonic the Hedgehog Spinball (1993).
- Onkel Chuck

Sonics Onkel Chuck, mit vollem Namen Sir Dr. Charles Hedgehog, ist der Erfinder des Robotisierers und der Powerringe. Er wurde für seine Erfindungen vom König geadelt, aber durch Dr. Robotnik von seiner eigenen Erfindung robotisiert. Die Freedom Fighters können ihm sein Bewusstsein zurückgeben, woraufhin er als Spion für die Freedom Fighters in Robotropolis agiert. Onkel Chuck taucht auch in der Serie Sonic Underground (1999) auf.
- Snively

Ein sehr kleiner Mann mit langer Nase und wenig Haaren, jedoch Dr. Robotniks Neffe und Gehilfe. Er dient als Ablassventil für Robotniks Frust, obwohl er oft eine große Hilfe für ihn ist. Im Verlauf der Serie wird er seinem Onkel gegenüber zunehmend illoyal und schmiedet eigene Pläne, die Herrschaft an sich zu reißen.
- Ixis Naugus

Ixis Naugus ist ein mächtiger Zauberer und arbeitete mit Dr. Robotnik zusammen. Er entdeckte das Void, in das König Acorn verbannt wurde. Nachdem es zu einem Streit mit Dr. Robotnik kam, wurde auch Ixis Naugus von Dr. Robotnik hintergangen und ebenfalls im Void eingesperrt. Als die Freedom Fighter den König aus dem Void retten, ist Ixis Naugus nicht zu sehen. Stattdessen wird seine Rückkehr in der letzten Szene der Serie gezeigt, als Snively ankündigt, nicht alleine nach der Weltherrschaft zu streben.
- Dulcy the Dragon

Dulcy ist ein ungeschicktes, großmäuliges Drachenweibchen, welches erst in der zweiten Staffel in Erscheinung tritt und ab dann den Freedom Fighters angehört. Sie fliegt die Freiheitskämpfer zu ihren Bestimmungsorten oder rettet sie, scheint jedoch kaum gute Landungen vollziehen zu können.
- König Acorn: Eer rechtmäßige Herrscher über Robotropolis, der von Dr. Robotnik gestürzt wurde. Er ist des Weiteren Sallys Vater und hat Kenntnisse über alle Widerstandsgruppen auf Mobius.
- Nicole: Ein hochentwickelter, tragbarer Computer, der Sally dabei hilft, Dr. Robotniks Maschinen zu analysieren und zu hacken.
- Swat-Bots: Der Großteil aus Dr. Robotniks Roboterarmee besteht aus Swat-Bots. Sie können zwar leicht überlistet werden, stellen jedoch auch für Sonic eine nicht zu unterschätzende Gefahr dar.
- Cluck: Dieses Roboterhuhn ist Robotniks Haustier, welchem er Liebe und Zuneigung schenkt. Es taucht nur während der ersten Staffel auf.
- Muttskimeister: Dies ist Sonics Hund, der von Robotnik robotisiert wurde.
- Ari: Ari war der Anführer einer Freiheitskämpfergruppe, die jedoch von Dr. Robotnik bis auf ihn robotisiert wurde.
- Rosie: Sie ist das Kindermädchen der Freedom Fighters, bis sie von Arbeiterrobotern gefangen genommen und robotisiert wurde. Während einer Zeitreise rät Sally ihr jedoch, niemals Knothole zu verlassen, wodurch sie doch nicht robotisiert wird.
- Lazaar: Er war ein böser und mächtiger Zauberer, der jedoch während eines langen Schlafes in der verbotenen Zone seine Einstellung geändert hat.
- Der Wächter: Der Wächter wacht über Lazaars verbotene Zone.
- Cat: Diese Katze war ein älteres Mitglied der Freiheitskämpfer, wurde jedoch bei einem Einsatz von Dr. Robotnik gefangen genommen.
- Lupe: Sie ist die Anführerin des Wolfrudels, einer anderen Freiheitskämpfergruppe im Great Unknown.
- Griff: Griff ist Mitglied einer Überlebendengruppe die in Lower Mobius lebt.
- Pollo: Er ist der Anführer der östlichen Freiheitskämpfergruppe.
- Dirk: Er ist der Anführer der südlichen Freiheitskämpfergruppe.
- Kraken: Der Kraken haust in ihrem Höhlenkönigreich unter dem Great Forest.
- Terrapoden: Dies sind dinosaurierähnliche Tiere die jedes Jahr nach Boulder Bay ziehen.
- Sabina: Sabina ist die Mutter von Dulcy und ebenfalls ein Wächterdrache.

## Synchronisation
Wie auch in Sonic der irre Igel und Sonic Underground war Jaleel White hier die englische Stimme von Sonic. Im Vergleich zu Sonic der irre Igel wurde Tails’ englischer Sprecher zu Bradley Pierce und Dr. Robotniks englischer Sprecher zu Jim Cummings getauscht, letzterer sprach Dr. Robotnik bereits in der damals unveröffentlichten Pilotfolge von Sonic der irre Igel.
Im Deutschen blieben Simon Jäger, Wanja Gerick und Joachim Pukaß ihren Rollen erhalten, da die Serie nahtlos nach Sonic der irre Igel synchronisiert wurde. Auch in den neuen Rollen kamen bekannte Namen unter den Synchronsprechern zum Einsatz, wenngleich die deutsche Synchronsprecherin von Bunnie Rabbot unbekannt blieb. Die Synchronisation von KidsCo im Jahre 2012 hingegen wurde Low-Budget von gänzlich unbekannten Synchronsprechern vertont, die nirgends jemals gelistet wurden.
| Synchronsprecher in Sonic SatAM | Synchronsprecher in Sonic SatAM | Synchronsprecher in Sonic SatAM                    |
| Figur                           | Deutscher Synchronsprecher      | Englischer Synchronsprecher                        |
| ------------------------------- | ------------------------------- | -------------------------------------------------- |
| Sonic the Hedgehog              | Simon Jäger                     | Jaleel White                                       |
| Miles Tails Prower              | Wanja Gerick                    | Bradley Pierce                                     |
| Dr. Robotnik                    | Joachim Pukaß                   | Jim Cummings                                       |
| Sally Acorn                     | Andrea Kathrin Loewig           | Kath Soucie                                        |
| Antoine Depardieu               | Thomas Nero Wolff               | Rob Paulsen                                        |
| Rotor                           | Andreas Hosang                  | Mark Ballou (1. Staffel) Cam Brainard (2. Staffel) |
| Bunnie Rabbot                   |                                 | Christine Cavanaugh                                |
| Onkel Chuck                     | Tilo Schmitz                    | William Windom                                     |
| Snively                         | Frank-Otto Schenk               | Charlie Adler                                      |
| Ixis Naugus                     | Michael Christian               | Michael Bell                                       |
| Dulcy the Dragon                | Sonja Deutsch                   | Cree Summer                                        |
| König Acorn                     | Gerd Holtenau                   | Tim Curry                                          |
| Nicole                          | Karin David                     | Kath Soucie                                        |
| Ari                             | Michael Telloke                 | Dorian Harewood                                    |
| Lazaar                          | Alexander Herzog                | Dan Castellaneta                                   |
| Der Wächter                     | Reinhard Scheunemann            | Tim Curry                                          |
| Cat                             | Thomas Nero Wolff               | William Windom                                     |
| Kraken                          | Thomas Nero Wolff               | Frank Welker                                       |
| Lupe                            | Carola Ewert                    | Shari Belafonte                                    |
| Griff                           | Walter Alich                    | Charlie Schlatter                                  |
| Dirk                            | Raimund Krone                   | Jim Cummings                                       |

## Entstehung und Veröffentlichung
Nachdem sich die erste Serie Adventures of Sonic the Hedgehog (in Deutschland Sonic der irre Igel) bereits in Entwicklung befunden hatte, war 1993 in einem offiziellen Sonic-Magazin namens Sonic the Poster Mag, einem Spin-Off des europäischen Sonic the Comic, erstmals die Rede von einer zweiten Fernsehserie, welche schlicht Sonic the Hedgehog heißen sollte. Ein erster Konzeptentwurf zeigte Sonic mit den Schriftzügen „The Freedom Team!“ und „The Resistance is born!“, zusammen mit einem muskolösen Riesen-Rocky (Robbe) namens Joe Sushi, einem Picky (Schwein) mit Irokesenfrisur und Lederjacke namens Porker Lewis, ein Pocky (Hase) mit Sonnenbrille namens Johnny Lightfoot, die kleinen Tierchen Cucky (Hahn) namens Chirps, Pecky (Pinguin) namens Tux und einem roten Flicky (Vogel), ähnlich wie sie in den Videospielen auftraten und einem lose an einem Ricky angelehnten Eichhörnchen mit blonder Mähne und rotem Kleid namens Princess Acorn, welche ansatzweise an die spätere Sally Acorn erinnerte. Zuvor waren im Sonic the Comic bereits die Namen Johnny Lightfoot bei einem Pocky und Porker Lewis bei einem Picky aufgetreten, sodass diese in folgenden Ausgaben des Sonic the Comic mit wiederum anderen Redesign fester Bestandteil der langjährigen, europäischen Comicserie wurden.
Da das Animationsstudio DiC Entertainment parallel auch diese zweite Serie übernahm, sollte sich der Zeichenstil der beiden ersten Sonic-Serien stark ähneln. In Zusammenarbeit mit den Produktionsunternehmen Reteitalia und Telecinco entstanden die finalen Charaktere, die auch in den amerikanischen Sonic-Comics des Archie-Verlags Hauptrollen einnahmen und fügten Tails hinzu.
In den USA fand die Erstausstrahlung am 18. September 1993 auf dem Sender ABC statt, woraufhin jeden Samstagvormittag bis zum 11. Dezember 1993 die 13 Episoden der ersten Staffel ausgestrahlt wurden. Ab dem 10. September 1994 folgten jeden Samstagvormittag bis zum 3. Dezember 1994 die 13 Episoden der zweiten Staffel. In Deutschland schloss die Serie direkt an Sonic der irre Igel an: Nachdem dessen letzte Episode am 1. Januar 1996 ausgestrahlt wurde, folgte am 2. Januar 1996 die erste Episode von Sonic the Hedgehog. Die Serie lief jeden Werktag bis zur finalen 26. Episode am 6. Februar 1996. Im Jahre 2012 erwarb der Bezahlfernsehsender KidsCo die Rechte an der Serie in Deutschland und synchronisierte sie mit Low-Budget-Sprechern komplett neu, aus reinem Unwissen, dass bereits eine High-Budget-Synchronisation existierte.
Während es in den USA Veröffentlichungen mit ausgewählten Episoden der Serie auf VHS im Jahre 1994 und auf DVD im Jahre 2002 gab, wurde am 27. März 2007 ein DVD-Set namens Sonic the Hedgehog: The Complete Series veröffentlicht, welches die komplette Serie mit englischer Sprachausgabe umfasste. Eine deutsche Heimveröffentlichung erfolgte nie.

### Episoden
Es ist zu beachten, dass die Sortierung der Episodenreihenfolge je nach Quelle anders ausgeführt ist. Das liegt darin begründet, dass die Erstausstrahlungsreihenfolge nicht der Produktionsreihenfolge der Episoden entspricht. Letztere wurde jedoch auf der vollen DVD-Veröffentlichung und in der neusten deutschsprachigen Ausstrahlung benutzt.
Zudem nutzten die deutschen Veröffentlichungen bei Kabel eins und KidsCo meist jeweils andere Episodentitel und KidsCo verzichtete darauf, die zweite Staffel auszustrahlen oder umzusetzen.
| Episoden von Sonic SatAM Staffel 1 | Episoden von Sonic SatAM Staffel 1 | Episoden von Sonic SatAM Staffel 1                                                             | Episoden von Sonic SatAM Staffel 1 | Episoden von Sonic SatAM Staffel 1 |
| Nr.                                | Originaltitel                      | Deutscher Episodentitel                                                                        | Erstausstrahlung USA               | Erstausstrahlung Deutschland       |
| ---------------------------------- | ---------------------------------- | ---------------------------------------------------------------------------------------------- | ---------------------------------- | ---------------------------------- |
| 1                                  | Sonic Boom                         | Der verschwundene Vater (Kabel eins) Die Nachricht vom verlorenen Vater (KidsCo)               | 18. September 1993                 | 2. Januar 1996                     |
| 2                                  | Sonic and Sally                    | Die falsche Sally (Kabel eins) Sonic rettet Sally (KidsCo)                                     | 25. September 1993                 | 3. Januar 1996                     |
| 3                                  | Ultra Sonic                        | Mein Onkel, der Roboter (Kabel eins) Die Rettung von Mobius (KidsCo)                           | 2. Oktober 1993                    | 4. Januar 1996                     |
| 4                                  | Sonic and the Secret Scrolls       | Die geheimen Schriftrollen (Kabel eins und KidsCo)                                             | 9. Oktober 1993                    | 5. Januar 1996                     |
| 5                                  | Super Sonic                        | Der Zauberkristall (Kabel eins) Der weise Zauberer Lazar (KidsCo)                              | 16. Oktober 1993                   | 8. Januar 1996                     |
| 6                                  | Sonic Racer                        | Das Wettrennen (Kabel eins und KidsCo)                                                         | 23. Oktober 1993                   | 9. Januar 1996                     |
| 7                                  | Harmonic Sonic                     | Astloch in Gefahr (Kabel eins) Sonic im Weltall (KidsCo)                                       | 30. Oktober 1993                   | 11. Januar 1996                    |
| 8                                  | Hooked on Sonics                   | Sonic außer Gefecht (Kabel eins) Antoine und der Power-Ring (KidsCo)                           | 6. November 1993                   | 10. Januar 1996                    |
| 9                                  | Sonic’s Nightmare                  | Untergang der Insel Nimbus (Kabel eins) Sonics Alptraum (KidsCo)                               | 13. November 1993                  | 12. Januar 1996                    |
| 10                                 | Warp Sonic                         | Die Rettung der unterirdischen Stadt (Kabel eins) Ein Besuch bei den Nieder-Mobianern (KidsCo) | 20. November 1993                  | 15. Januar 1996                    |
| 11                                 | Sub Sonic                          | Das Wunderwässerchen (Kabel eins) Abenteuer in der Unterwelt (KidsCo)                          | 27. November 1993                  | 16. Januar 1996                    |
| 12                                 | Sonic Past Cool                    | Tails’ neuer Freund (Kabel eins) Die Terrapots (KidsCo)                                        | 4. Dezember 1993                   | 17. Januar 1996                    |
| 13                                 | Heads or Tails                     | Angriff der Giftbienen (Kabel eins) Tails im Einsatz (KidsCo)                                  | 11. Dezember 1993                  | 18. Januar 1996                    |

| Episoden von Sonic SatAM Staffel 2 | Episoden von Sonic SatAM Staffel 2 | Episoden von Sonic SatAM Staffel 2 | Episoden von Sonic SatAM Staffel 2 | Episoden von Sonic SatAM Staffel 2 |
| Nr.                                | Originaltitel                      | Deutscher Episodentitel            | Erstausstrahlung USA               | Erstausstrahlung Deutschland       |
| ---------------------------------- | ---------------------------------- | ---------------------------------- | ---------------------------------- | ---------------------------------- |
| 14                                 | Sonic Conversion                   | Onkel Chuck geht spionieren        | 10. September 1994                 | 19. Januar 1996                    |
| 15                                 | Game Guy                           | Freund oder Feind?                 | 17. September 1994                 | 22. Januar 1996                    |
| 16                                 | No Brainer                         | Sonic verliert sein Gedächtnis     | 24. September 1994                 | 23. Januar 1996                    |
| 17                                 | Blast to the Past (1)              | Zurück in die Vergangenheit        | 1. Oktober 1994                    | 24. Januar 1996                    |
| 18                                 | Blast to the Past (2)              | Die Reise mit den Zeitsteinen      | 8. Oktober 1994                    | 25. Januar 1996                    |
| 19                                 | Fed Up with Antoine/Ghost Busted   | Falsche Gewürze/Das Gespenst       | 15. Oktober 1994                   | 26. Januar 1996                    |
| 20                                 | Dulcy                              | Die entführte Drachenmutter        | 22. Oktober 1994                   | 29. Januar 1996                    |
| 21                                 | The Void                           | Die Rache des Zauberers            | 29. Oktober 1994                   | 30. Januar 1996                    |
| 22                                 | The Odd Couple/Ro-Becca            | Wo die Liebe hinfällt              | 5. November 1994                   | 31. Januar 1996                    |
| 23                                 | Cry of the Wolf                    | Neue Mitstreiter                   | 12. November 1994                  | 1. Februar 1996                    |
| 24                                 | Drood Henge                        | Die Steine der Macht               | 19. November 1994                  | 2. Februar 1996                    |
| 25                                 | Spyhog                             | Der Spion                          | 26. November 1994                  | 5. Februar 1996                    |
| 26                                 | The Doomsday Project               | Die Vernichtungsmaschine           | 3. Dezember 1994                   | 6. Februar 1996                    |

## 3. Staffel
Laut dem verantwortlichen Schriftsteller Ben Hurst waren weitere 13 Episoden für die dritte Staffel von Sonic SatAM geplant, jedoch wurden noch keine Scripts verfasst, ehe die dritte Staffel gecanceled wurde. Jedoch basierten Abschnitte des amerikanischen Sonic-Comics des Archie-Verlags auf der Handlung der unveröffentlichten 3. Staffel, weswegen es auf Rückblenden und Erwähnungen bis hin zu Erklärungen der Ereignisse in der abgesagten 3. Staffel gab, die von Ben Hurst selbst ergänzt wurden.

### Handlung
In der dritten Staffel sollte Snively zunächst alleine versucht haben, sich in Dr. Robotniks Fußstapfen mit den Freedom Fightern anzulegen. In einer Folge sollte Tails das Geheimversteck der Freedom Fighters alleine beschützen, zudem war eine Backstory von Nicole geplant, bevor sie zu einem Computer wurde. So war Nicole einst ein mobianisches Kind, welches von Dr. Robotnik eine Gehirnwäsche unterzogen und in ein Computerprogramm installiert wurde, jedoch sollte es Nicole gelingen, ihr altes Selbst wiederherzustellen.
Nachdem Snivelys Pläne mehrfach gescheitert waren, holte er seinen Verbündeten Ixis Naugus hinzu, der ihn schnell übertrumpfte und folglich selbst die Führung im Kampf gegen die Freedom Fighters übernahm. Ixis Naugus sollte König Acorn erpressen, die Freedom Fighters zu König Acorn zu locken und ihnen so eine Falle zu stellen, doch Snively missfiel die Entwicklung und seine zurückkehrende Bedeutungslosigkeit, sodass er sich den Freedom Fighters vorübergehend anschloss, sie jedoch verraten wollte, was hingegen von Antoine Depardieu erkannt und vereitelt werden sollte. In einem letzten Verzweiflungsakt beschloss König Acorn, sich selbst und mit ihm Ixis Naugus erneut in den Void zu verbannen, um mit seinem selbstlosen Opfer die Welt vor Ixis Naugus zu bewahren.

### Sea3on
Seit 2009 existiert die Fan-Initiative „Sea3on“, welche basierend auf die vorhandenen Storydaten der geplanten dritten Staffel selbst für eine Realisierung sorgen wollen. Zunächst in Comic-Form, werden seit 2019 auf dem YouTube-Kanal „Team Sea3on“ regelmäßige Updates in Bewegtform hochgeladen. Am 24. April 2022 folgte ein erster Trailer, und es werden Spenden auf Patreon gesammelt, um die Realisierung voranzutreiben.

## Sonic Mars
Laut Peter Morawiec von Sega Technical Institute war ein Videospiel mit Bezug auf Sonic SatAM geplant, welches den Entwicklungsnamen Sonic Mars besaß und vermutlich für das System Sega 32X (Projektname Mars) entwickelt wurde. Der entworfene Prototyp fing den Zeichentrick-Stil der Serie ein, wenngleich ein dunkleres Setting herrschte und man nicht auf Geschwindigkeit setzte, so gab es Stealth-Passagen und es sollten die Charaktere der Serie, wie die Freedom Fighters und Snively, im Spiel auftreten. Jedoch wurde das Projekt nach der ausbleibenden dritten Staffel nicht weiter verfolgt.